# Pélébina
Pélébina ist ein Arrondissement im Département Donga im westafrikanischen Staat Benin. Es ist eine Verwaltungseinheit, die der Gerichtsbarkeit der Kommune Djougou untersteht.

## Demografie und Verwaltung
Gemäß der Volkszählung 2013 des beninischen Statistikamtes INSAE hatte das Arrondissement 11.683 Einwohner, davon waren 5982 männlich und 5701 weiblich.
Von den 122 Dörfern und Quartieren der Kommune Djougou entfallen sieben auf Pélébina:
1. Gbessou
2. Goumbakou
3. Kakindoni
4. Koha
5. Pélébina
6. Wassa
7. Yarakèou